# Domkapitel Halberstadt

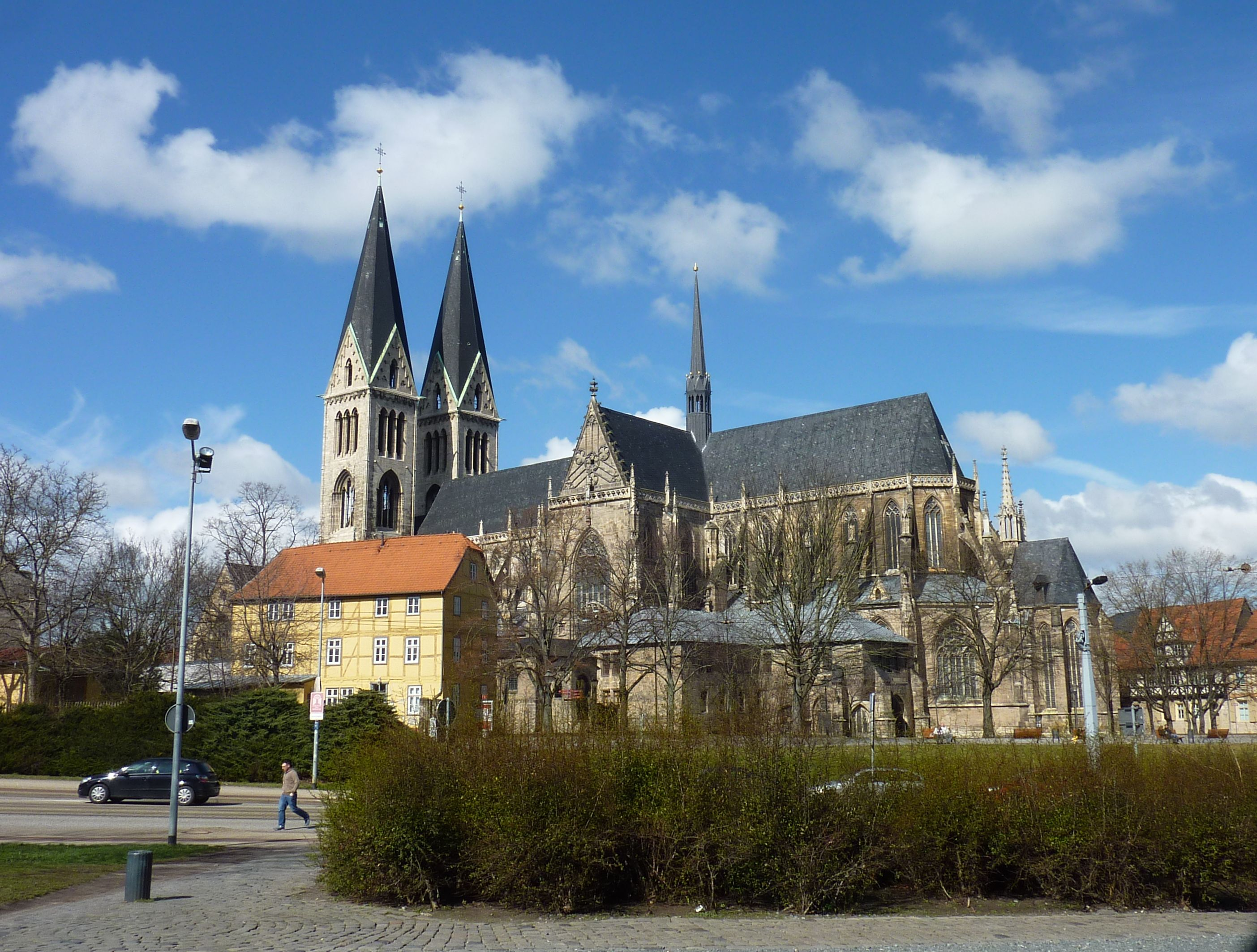
Der Dom zu Halberstadt,
Sitz des Domkapitels

Das Domkapitel Halberstadt wird erst im 10. Jahrhundert erwähnt. Die Mitglieder entstammten meist niedersächsischen Adelsfamilien, wobei bis ins 15. Jahrhundert der hohe Adel tonangebend war.
Die Dignitäre waren Dompropst und Domdechant, wobei der Dompropst seit dem 15. Jahrhundert seinen Einfluss immer weiter zu Gunsten des Domdechanten verlor. Das Domkapitel selbst hatte die Propsteien über die Kollegiatstifte an Liebfrauen, SS. Bonifatii et Mauritii, SS. Petri et Pauli und Walbeck.
Im Jahre 1521 gab es erste evangelische Predigten in der Martinikirche. Später gab es in den Jahren 1525 und 1530 Versuche zur Einführung der Reformation, die jedoch erfolglos waren. Im Jahre 1540 wurden die Pfarrkirchen evangelisch. Eine Freigabe der evangelischen Konfession erfolgte 1541.
Obwohl Hochstift und Bistum Halberstadt 1648 säkularisiert wurden, konnte das Domkapitel weiterbestehen und der bikonfessionelle Status wurde festgeschrieben.
Im Jahre 1810 wurde es durch die Regierung des Königreichs Westphalen aufgehoben.

## Anzahl der Mitglieder
Im Jahre 1752 gab es beispielsweise 28 Kanonikerstellen, davon 20 Major- und 8 Minorpräbenden, ferner zusätzlich bis zu 24 Electi, die man als Exspektanten ansehen kann. Im Jahre 1794 bestand das Domkapitel neben dem Dompropst aus 16 Kapitularen, von denen vier katholisch waren, 8 Minorpräbendaten, sowie 28 Electi (Aspiranten).

## Stephansorden

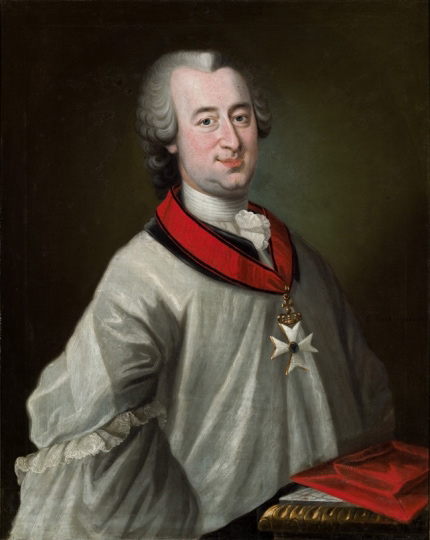
Ernst Ludwig Freiherr von Spiegel mit dem Stephansorden
(Domdechant 1753–1785)

1754 stiftete Friedrich II. für die Kapitulare den Stephansorden. Das Ordenszeichen war ein goldenes, weiß emailliertes Malteserkreuz, auf dessen Vorderseite der Preußische Adler mit Zepter, auf der Rückseite der Heilige Stephanus, der Patron des Halberstadter Doms, abgebildet war. Es wurde an einem roten, schwarzgeränderten Band um den Hals getragen. Erster Träger war Domdechant Ernst Ludwig von Spiegel, dem auch das Recht zur Verleihung gegeben wurde. Nach seinem Tod ging der Orden unter.

## Dompröpste
- 1313–1341 Heinrich von Anhalt
- 1341–1367 Johann von Braunschweig
- 1367–1382 Heinrich von Braunschweig, 1378 suspendiert
- 1384–1411 Albrecht (Albert) von Wernigerode
- 1411–1414 Dietrich von Rabiel, abgesetzt
- 1414–1435 Friedrich von Hacke
- 1435–1452 Busso (Busse, Burchard) Graf von Beichlingen
- Ludolf von Eßdorf, nicht gesichert
- 1453–1463 Rudolf Quirre
- 1463–1474 Heinrich Gerwen
- 1474–1516 Balthasar von Neuenstadt
- 1516–1538 Wolfgang Graf von Stolberg-Wernigerode, resignierte
- 1538–1544 Heinrich Graf von Stolberg, resignierte
- 1544–1581 Christoph I. Graf zu Stolberg-Königstein
- 1598–1623 Philipp Sigismund von Braunschweig-Wolfenbüttel
- 1623–1627 Friedrich Herzog von Schleswig-Holstein, später König Friedrich III. von Dänemark
- 1627–1647 Anselm Casimir Wambolt von Umstadt, durch 1623 päpstliche Provision, Akzeptanzproblem beim protestantischen Kapitel, erst 1627 Installation, später Erzbischof von Mainz
- der Papst ernannte Ernst Adalbert von Harrach, wurde vom Kapitel nicht angenommen, Erzbischof in Prag und Kardinal
- –1652 Konrad von Burgsdorff
- –1692 Georg Friedrich von Waldeck, kaiserlicher und holländischer General-Feldmarschall
- –1734 Markgraf Christian Ludwig zu Brandenburg-Schwedt, Komtur des Johanniterordens zu Lagow
- 1734–1788 Friedrich Heinrich von Brandenburg-Schwedt, Prinz von Preußen, Neffe des Vorgängers, Komtur zu Lietzen
- 1788–1810 August Ferdinand von Preußen, Herrenmeister der Ballei Brandenburg des Johanniterordens

## Domdechanten
- 1465–1506 Johannes von Querfurt
- 1511–1513 Sebastian von Plotho, resignierte
- 1513–1538 Johannes von Marenholtz d. Ä.
- 1538–1560 Huner von Sampleben
- 1560–1576 Friedrich von Britzke
- 1576–1588 Ludwig von Britzke
- 1588–1605 Caspar von Kannenberg
- 1605–1621 Matthias von Oppen
- 1621–1622 Eitel Johann von Holle
- 1623–1630, 1635–1651 Arndt von Spiegel zu Peckelsheim
- 1630–1635, 1651–1660 Joachim von Hünecke
- 1660–1661 Jobst Ludwig (Justus Ludolf) von Stedern
- 1661–1677 Philipp Ludwig von Spitznase
- 1678–1679 Johannes Adrian von Wendt, resignierte
- 1679–1691 Levin Caspar von Bennigsen
- 1691–1705 Clamor von dem Bussche
- 1705–1711 Johan Wolfgang von Stechow
- 1711–1753 Clamor Eberhard von dem Bussche
- 1753–1785 Ernst Ludwig von Spiegel zum Desenberg
- 1785–1786 Georg Ludwig von Hardenberg
- 1786–1796 Christian Friedrich zu Stolberg-Wernigerode, resignierte
- 1796–1810 Johann August Ernst von Alvensleben